# Vôlei Brasil Centro de Excelência
O Vôlei Brasil Centro de Excelência, conhecido pelo nome de Denk Maringá Vôlei, foi um time brasileiro de voleibol profissional, sediado na cidade paranaense de Maringá. Fundado em 2012, foi integrante as equipes que disputam a Superliga até a temporada 2020/21, quando anunciou a saída da competição.

## Histórico
Idealizado pelo jogador Ricardinho, que iniciou sua carreira em Maringá e onde tem familiares, estreou na edição 2013/14 da Superliga (entre 7 de setembro de 2013 a 15 de abril de 2014).
A cidade paranaense tivera uma equipe de ponta em 1995, que revelou atletas do voleibol brasileiro como Giba, Paulão e Pampa, além do próprio Ricardinho - voltando ao cenário voleibolista brasileiro com a equipe Moda Maringá/Maringá Vôlei.
Além de Ricardinho, a equipe inicial contava no elenco com o oposto Lorena (maior pontuador da Superliga 2013/2014) e o meia-de-rede Acácio.
Na temporada 2014/2015 passa a utilizar o nome de Ziober/Maringá.
Nas temporadas de 2015/2016 a 2018/2019 passa a utilizar o nome Copel Telecom Maringá Vôlei.
Na temporada 2019/2020 passa a utilizar o nome Denk Maringá Vôlei.

## Títulos

### Time Principal
| ESTADUAIS | ESTADUAIS                         | ESTADUAIS | ESTADUAIS  |
|           | Competição                        | Títulos   | Temporadas |
| --------- | --------------------------------- | --------- | ---------- |
| Paraná    | Campeonato paranaense de Voleibol | 1         | 2019       |